# Material turn
Als material turn (engl., deutsch etwa Wende zum Material) wird die Zunahme der Gewichtung der materiellen Kultur in den Geistes- bzw. Kulturwissenschaften bezeichnet. Der Begriff ist – wie auch derjenige des iconic turn – in Analogie zum linguistic turn gebildet.
Es wird vermehrt die Frage gestellt, wie Wissen in kulturell geschaffenen und verwendeten Objekten oder Dingen wirkt. Es erfolgt eine stärkere Zuwendung zur Empirie. Was sagen Artefakte über eine Gesellschaft und ihre Geschichte aus oder welche Bedeutungen transferieren diese? Das sind Fragen, die traditionell vor allem in den Kulturwissenschaften (z. B. Volkskunde und Ethnologie), der Kunstgeschichte, der Archäologie, der Museologie sowie in kultur- und technikhistorischen Museen und in Bibliotheken behandelt werden. Darüber hinaus wenden sich nun auch andere Wissenschaftszweige, wie die Geschichts- und Sozialwissenschaften, wieder der Objektforschung zu.
Ein Beispiel für die interdisziplinäre Forschung über Materialität ist der Sonderforschungsbereich 933 „Materiale Textkulturen“ an der Universität Heidelberg. In Deutschland wird die Forschung unter anderem durch das Bundesministerium für Bildung und Forschung gefördert. Eine universitäre Behandlung von materieller Kultur findet im deutschen Sprachraum beispielsweise in den Studiengängen „Museologie und materielle Kultur“ (BA) und „Museumswissenschaft / Museum Studies“ (MA) an der Julius-Maximilians-Universität Würzburg statt.

„Das Interesse der Geistes- und Kulturwissenschaften am Material und an Materialität
ist in den letzten Jahren stetig gewachsen, und zwar so sehr, dass bereits
von einem material turn gesprochen wurde. Aus dem ursprünglichen Bestreben,
die in Anthropologie, Geschichtswissenschaften und Kunstgeschichte lange geringgeachtete
Materialität der Dinge neu in den Fokus zu rücken, haben sich
vielfältige Zugänge entwickelt.“

Debatten zum material turn stützen sich häufig auf im Rahmen der Praxeologie formulierte Überlegungen, gehen teilweise aber auch darüber hinaus, insofern sie das Soziale als nicht mehr nur oder unbedingt menschlich denken, wie etwa in der Akteur-Netzwerk-Theorie oder der Affordanz-Theorie, die „nichtmenschliche Wesen“ wie etwa Artefakte oder Tiere (vgl. auch Human-Animal Studies) als wesentliche Bestandteile des Sozialen betrachtet. Jüngst hat der Historiker Jan Keupp Zweifel an der Sinnhaftigkeit des Konzepts respektive an, seiner Meinung nach fragwürdigen, Entwicklungen im Zuge von dessen praktischer Umsetzung geäußert.